# Joseph-E.-Drexel-Stiftung
Die Joseph-E.-Drexel-Stiftung wurde 1956 aus Anlass des 60. Geburtstages des Verlegers der Nürnberger Nachrichten, Joseph E. Drexel, gegründet. Sie verlieh den Joseph-E.-Drexel-Preis auf dem Gebiet des Pressewesens und der Publizistik.

## Zweck der Stiftung
Gemäß ihrer Satzung bestand ihr Zweck darin, „hervorragende Arbeiten auf dem Gebiete des Pressewesens im weitesten Sinne“ mit dem Joseph-E.-Drexel-Preis auszuzeichnen. Zum Pressewesen rechnete die Stiftung den gesamten Bereich der Publizistik, der Bildberichterstattung, der künstlerischen, fotografischen und typografischen Gestaltung eines Publikationsorganes.

## Kuratorium der Stiftung
Der Joseph-E.-Drexel-Preis wurde durch das Kuratorium der Stiftung verliehen. 1966 gehörten ihm an:
- Joseph E. Drexel, Verleger, Nürnberg
- Heinrich G. Merkel, Verleger, Nürnberg
- Hans Wolf, Verleger, Nürnberg
- Heinrich Bechtoldt, Stuttgart
- Hanns Erich Köhler, Herrsching
- Max von Brück, Rom

Bei Vergabe der Preise sollte das Kuratorium den weltanschaulichen oder politischen Standort des Bedachten unberücksichtigt lassen. Für das Urteil sollten allein Gesichtspunkte der Leistung entscheiden. Dazu gehörten insbesondere „die Präzision einer Aussage, ihrer geistigen Fundiertheit und der in ihr zum Ausdruck gekommenen intellektuellen Unbestechlichkeit“.

## Träger desJoseph-E.-Drexel-Preises
- 1957 Karl Silex (* 6. Juli 1896 in Stettin; † 18. Mai 1982 in Köln), Chefredakteur des Tagesspiegels, Berlin
- 1957 Helmut Lindemann (* 1912 in Kiel; † 1998), Jurist, Journalist, politischer Publizist, Rundfunkkommentator, Schriftsteller und Übersetzer, Lindau
- 1957 Herbert Scheurich (* 1919 in Berlin), Grafiker und Karikaturist, Hamburg
- 1958 Olaf Gulbransson (* 1873 in Christiania (später Oslo); † 1958 auf dem Schererhof bei Tegernsee), Zeichner und Karikaturist
- 1958 Ernst von Khuon-Wildegg (* 1915 in Pasing; † 1997 in München), Rundfunk- und Fernsehreporter, Meister des Dokumentarberichts, Chefreporter des Südwestfunks für Rundfunk und Fernsehen, Deisenhofen bei München
- 1958 Friedl Volgger (* 1914 in Ridnaun bei Sterzing, Südtirol; † 1997 in Bozen), Journalist und Politiker, 1943–1945 Dachau, Bozen
- 1959 Herbert von Borch (* 1909 in Swatau, China; † 2003 in München), Journalist, Auslandskorrespondent führender deutscher Tageszeitungen, Washington
- 1959 Josef Hegenbarth (* 1884 in Böhmisch-Kamnitz; † 1962 in Dresden), Grafiker, Zeichner, Dresden
- 1959 Kurt Wagenführ (* 1903 in Schönebeck; † 1987 in Gauting), freier Rundfunk- und Fernsehjournalist, Sürth bei Köln
- 1960 Robert Jungk (* 1913 in Berlin; † 1994 in Salzburg), Journalist, freier Schriftsteller, Wien
- 1960 Walter Fabian (* 1902 in Berlin; † 1992 in Köln), freier Journalist und Herausgeber der Gewerkschaftlichen Monatshefte, Köln-Mülheim
- 1960 Hanna Nagel (* 1907 in Heidelberg; † 1975 ebenda), Grafikerin, Zeichnerin, Heidelberg
- 1961 — keine Preisvergabe —
- 1962 Margret Antonie Boveri (* 1900 in Würzburg; † 1975 in Berlin), Journalistin und Schriftstellerin, Berlin
- 1962 Heinrich Bechtoldt (* 1911 in Frankfurt am Main), Journalist, politischer Publizist, Herausgeber der Zeitschrift Außenpolitik, Geschingen-Bergwald (Württemberg)
- 1962 Edgar Traugott (* 1912 in Straßwalchen/Österreich), Journalist, Rückersdorf bei Nürnberg
- 1963 Hanns Erich Köhler (* 1905 in Tetschen-Bodenbach; † 1983 in Herrsching am Ammersee), Professor für Bildende Kunst, Zeichner und Karikaturist, Herrsching am Ammersee
- 1963 Conrad Ahlers (* 1922 in Hamburg; † 1980 in Bonn), Journalist, Hamburg
- 1963 Jürgen Neven-du Mont (* 1921 in München; † 1979 ebenda), Rundfunk- und Fernsehreporter, Chefreporter beim Norddeutschen Rundfunk, Hamburg
- 1964 Marion Gräfin Dönhoff (* 1909 in Friedrichstein bei Löwenhagen/Ostpreußen; † 2002 auf Schloss Crottorf), Journalistin, politische Publizistin, Hamburg
- 1964 Erich Helmensdorfer (* 1920 in Nürnberg; † 2017 in Wien), Journalist, Berichterstatter bei den Nürnberger Prozessen, Auslandskorrespondent und Fernsehkommentator, München
- 1964 Josef Sauer (* 1893 in Bamberg; † 1967 in München), Zeichner und Karikaturist, München
- 1965 Peter Bender (* 1923 in Berlin;, † 2008 ebenda), Journalist, politischer Publizist, Liblar bei Köln
- 1965 Gustl Müller-Dechent (* 1915 in München; † 2016 in Salzgitter), Journalist, Bad Vilbel
- 1965 Eugen Kusch (* 1905 in Danzig; † 1981), freier Schriftsteller (Verfasser kulturhistorischer Bildwerke), Schwarzenbruck bei Nürnberg
- 1966 Klaus Harpprecht (* 1927 in Stuttgart; † 2016 in La Croix-Valmer), Fernsehjournalist, Schriftsteller und Leiter des S. Fischer Verlages in Frankfurt am Main
- 1966 Christoph Freiherr von Imhoff (* 1912 in Nürnberg), Journalist, stellvertretender Chefredakteur und Schriftsteller, Düsseldorf
- 1966 A. Paul Weber (* 1893 in Arnstadt/Thüringen; † 1980 in Schretstaken bei Mölln), Grafiker, Zeichner, Konzentrationslager Fuhlsbüttel, Schretstaken bei Hamburg[1]
- 1967 Hans Dohrenbusch, Journalist
- 1967 Hans Lamm (* 1913 in München; † 1985 ebenda), Journalist, Buchveröffentlichungen
- 1967 Eberhard Schlotter (* 1921; † 2014 in Altea, Provinz Alicante), Preis für „bibliophile Illustration“, Maler und Grafiker
- 1968 Karl Heinz Bohrer (* 1932 in Köln, † 2021 in London), Journalist
- 1968 Ansgar Skriver (* 1934 in Ockholm; † 1997), Journalist
- 1968 Eberhard Wachsmuth, Zeichner
- 1969 Walter Methlagl (* 1937 in Feldkirch), Philologe
- 1969 Wigg Siegl (* 1911; † 1994), Grafiker
- 1969 Alfred Püllmann, Journalist
- 1970 Kurt Halbritter (* 1924 in Frankfurt am Main; † 1978), Karikaturist, Karikaturbände-Veröffentlichungen
- 1970 Kosmas Ziegler, Schriftsteller und Übersetzer
- 1970 Rudolf Kriesch (* 1904 in St. Pölten; † 1992 in München), Grafiker
- 1970 Jörg Wohlhüter, Rundfunkjournalist
- 1971 Hans Max von Aufseß, Jurist und Schriftsteller, Buchveröffentlichungen
- 1971 Otto E. Ifland, Journalist
- 1971 Friedrich Hagen (* 1903 in Nürnberg; † 1979 bei Paris), Maler, Zeichner, Schauspieler, Mittler zwischen deutschem und französischem Geistesleben
- 1971 Wilhelm Puff (* 1889 in Mülheim an der Ruhr; † 1983), Kunstschriftsteller
- 1972 Georg Schreiber (* 1921 in Münster; † 1996), Arzt und Journalist
- 1972 Günther Strupp (* 1912 in Johannisburg; † 1996 in Augsburg), Zeichner und Bühnenbildner
- 1972 Horst Wolter, Journalist
- 1972 Rudolf Hartung (* 1914 in München; † 1985 in Berlin), Literaturkritiker
- 1972 Walter Henkels (* 1906 in Höhscheid; † 1987 in Bonn), Publizist, Buch- und Bildband-Veröffentlichungen
- 1973 Michael Mathias Prechtl (* 1926 in Amberg; † 2003 in Nürnberg), Zeichner, Maler, Illustrator und Karikaturist
- 1973 Karl Rössing (* 1897 in Gmunden; † 1987 in Wels), Professor für freie Grafik
- 1973 Max von Brück, Journalist
- 1973 Hans Schwab-Felisch (* 1918 in Dresden; † 1989 in Herdecke), Publizist, Vizepräsident des PEN-Clubs
- 1974 Gustav Peichl (* 1928 in Wien; † 2019 ebenda), Architekt und Karikaturist
- 1974 Anton Dieterich (* 1908 in Schwäbisch Gmünd; † 2002 in Madrid), Journalist, Buchveröffentlichungen
- 1974 Hilde Fürstenberg (* 1902 in Bonn; † 2005 in Mölln), Schriftstellerin
- 1975 Bert Reuvers, Publizist
- 1975 Adrien Finck (* 1930 in Hagenbach (Sundgau); † 2008), Dozent und Übersetzer
- 1975 Friedrich Bohne, Publizist
- 1975 Hans Dahmen (* 1929 in Schiedam; † 1989 in Innsbruck), Publizist
- 1976 keine Preise vergeben
- 1977 21. April Ruprecht Skasa-Weiss, Journalist
- 1977 21. April Martin Niemöller (* 1892 in Lippstadt; † 1984 in Wiesbaden), Pastor/Publizist
- 1977 21. April Josef Heinrich Darchinger, Bildjournalist
- 1978 13. März Werner A. Perger, Journalist
- 1978 13. März Hansjakob Stehle (* 1927 in Ulm; † 2015 in Grünwald), Journalist
- 1979 22. März Wolfgang Venohr (* 1925 in Berlin; † 2005 ebenda), langjähriger Fernseh-Chefredakteur; erfolgreicher Film- und Buchautor; Fernsehreihe Dokumente Deutschen Daseins
- 1979 22. März Peggy Parnass (* 1927 in Hamburg; † 2025 ebenda), Journalistin
- 1980 10. April Franz Josef Bautz (* 1925 in Augsburg; † 2011 in Bad Endorf), Rundfunkjournalist
- 1981 19. März Axel Eggebrecht (* 1899 in Leipzig; † 1991 in Hamburg), Journalist
- 1983 19. Mai Karsten De Riese, Journalist
- 1983 19. Mai Franz Alt (* 1938 in Untergrombach), Journalist, Publizist
- 1985 2. April Werner Müller, Journalist
- 1986 10. April Klaus Bednarz (* 1942 in Falkensee; † 2015 in Schwerin), Journalist, Preis ging auch an Redaktionsmitglieder
- 1986 Gabriele Krone-Schmalz (* 1949 in Lam), Journalistin und Moskau-Korrespondentin des WDR
- 1989 24. November Isolde Ohlbaum (* 1953 in Moosburg an der Isar), Fotografin, Preis ging auch an Redakteure, Bild-Journalisten und freie Mitarbeiter der Mittelbayerischen Zeitung, Regensburg[2]